# Xerochrysum
Xerochrysum là một chi thực vật có hoa trong họ Cúc (Asteraceae).

## Loài
Chi Xerochrysum gồm các loài: